# Tved (Denemarken)
Tved is een plaats in de Deense regio Midden-Jutland, gemeente Syddjurs, en telt 232 inwoners (2007).
De plaats ligt in het zuiden van schiereiland Djursland.